# Willi Münzenberg
Wilhelm Münzenberg, meglio noto come Willi (Erfurt, 14 agosto 1889 – Saint-Marcellin, tra giugno ed ottobre 1940), è stato un politico tedesco, dirigente del Partito Comunista di Germania (KPD) all'epoca della Repubblica di Weimar. È stato uno dei segretari generali dell'Associazione internazionale dei giovani comunisti, fondatore dell'organizzazione di aiuti umanitari per l'Unione Sovietica Internationale Arbeiterhilfe (IAH), deputato del Reichstag dal 1924 al 1933 e fino al suo esilio in Francia titolare di un impero editoriale. Un tempo considerato uno dei più influenti oppositori di Hitler, muore in circostanze mai chiarite (forse suicida, forse ucciso dall'NKVD o dalla Gestapo).

## Biografia
Nato a Erfurt, in Turingia, figlio di un oste, Münzenberg cresce in povertà. Fin da giovane frequenta gli ambienti sindacali e del SPD. In seguito alla separazione del 8 aprile 1917 tra la maggioranza dei socialdemocratici (MSPD), a favore di finanziamenti per la prima guerra mondiale, e la minoranza pacifista, nota come USPD), Münzenberg si schiera con la fazione radicale e pacifista. Durante la guerra fa spesso visita a Lenin nella sua casa di Zurigo. Nel 1918 Münzenberg è tra i membri fondatori del KPD e nel 1924 viene eletto al Reichstag dove resta in carica fino alla messa al bando del partito nel 1933. Münzenberg è uno dei capi del partito ad avere un'origine proletaria, fatto che all'epoca veniva giudicato importante.
Durante il periodo della Repubblica di Weimar si guadagna la reputazione di brillante propagandista. Il suo primo grande successo è una raccolta di fondi e cibo per le vittime della carestia russa del 1921. Nel 1924 lancia l'Arbeiter Illustrierte Zeitung, che diventa la rivista illustrata socialista più letta in Germania. Inoltre Münzenberg lavora a stretto contatto con il Comintern e con la polizia segreta sovietica (nota come Čeka nel periodo 1917-1922 e come OGPU tra il 1922 e il 1934) per promuovere la causa del comunismo a livello internazionale.
Fonda diverse organizzazioni come la Lega mondiale contro l'imperialismo e il Fondo di assistenza internazionale per i lavoratori per diffondere l'ideologia comunista. Dà istruzioni al proprio assistente, il membro del Comintern Otto Katz, di andare negli Stati Uniti per ottenere appoggi per varie cause pro-sovietiche e antinaziste (Katz fonderà in seguito la Lega antinazista di Hollywood insieme a Dorothy Parker).
Fonda numerose organizzazioni che a loro volta ne controllano altre in un sistema di scatole cinesi. I servizi segreti dei paesi occidentali e di quelli fascisti generalmente si riferiscono a queste organizzazioni come al "Münzenberg Trust". Münzenberg si serve di queste organizzazioni anche per altre attività, tra le quali la produzione cinematografica, l'importazione e la distribuzione di film dall'Unione Sovietica.
Dopo aver diretto la gestione all'interno del Comintern del caso Sacco e Vanzetti del 1925, Münzenberg diventa responsabile della Lega contro l'Imperialismo, creata a Bruxelles nel 1927. Ottiene quindi il suo più grande successo con il contro-processo che organizza a Londra in cui riesce a far attribuire la colpa per l'incendio del Reichstag ai nazisti. Durante il contro-processo lui e il suo staff producono la maggior parte delle prove che poi serviranno a dimostrare la responsabilità dei nazisti nell'incendio. Nel 1933 e nel 1934 il "Münzenberg Trust" pubblica due libri di grande successo, Il libro nero dell'incendio del Reichstag e il terrore hitleriano e il suo seguito, Il secondo libro nero dell'incendio del Reichstag. I due libri vengono ampiamente accettati dagli storici come riportanti fatti reali. Pertanto, nel processo della Germania nazifascista per l'incendio del Reichstag vengono prosciolti quattro dei cinque imputati antifascisti: Torgler, Dimitrov, Popov e Tanev.
Tra il 1933 e il 1940 Münzenberg vive spesso a Parigi. Alcuni suppongono che durante questi anni di esilio egli possa aver avuto un ruolo nel convincere Kim Philby a lavorare per l'Unione Sovietica, ma non ci sono prove certe. L'argomentazione principale a sostegno di questa teoria è che Philby viene ingaggiato dai servizi sovietici tramite una delle organizzazioni del "Münzenberg Trust", la Società mondiale per l'assistenza alle vittime del fascismo tedesco, con sede proprio a Parigi.

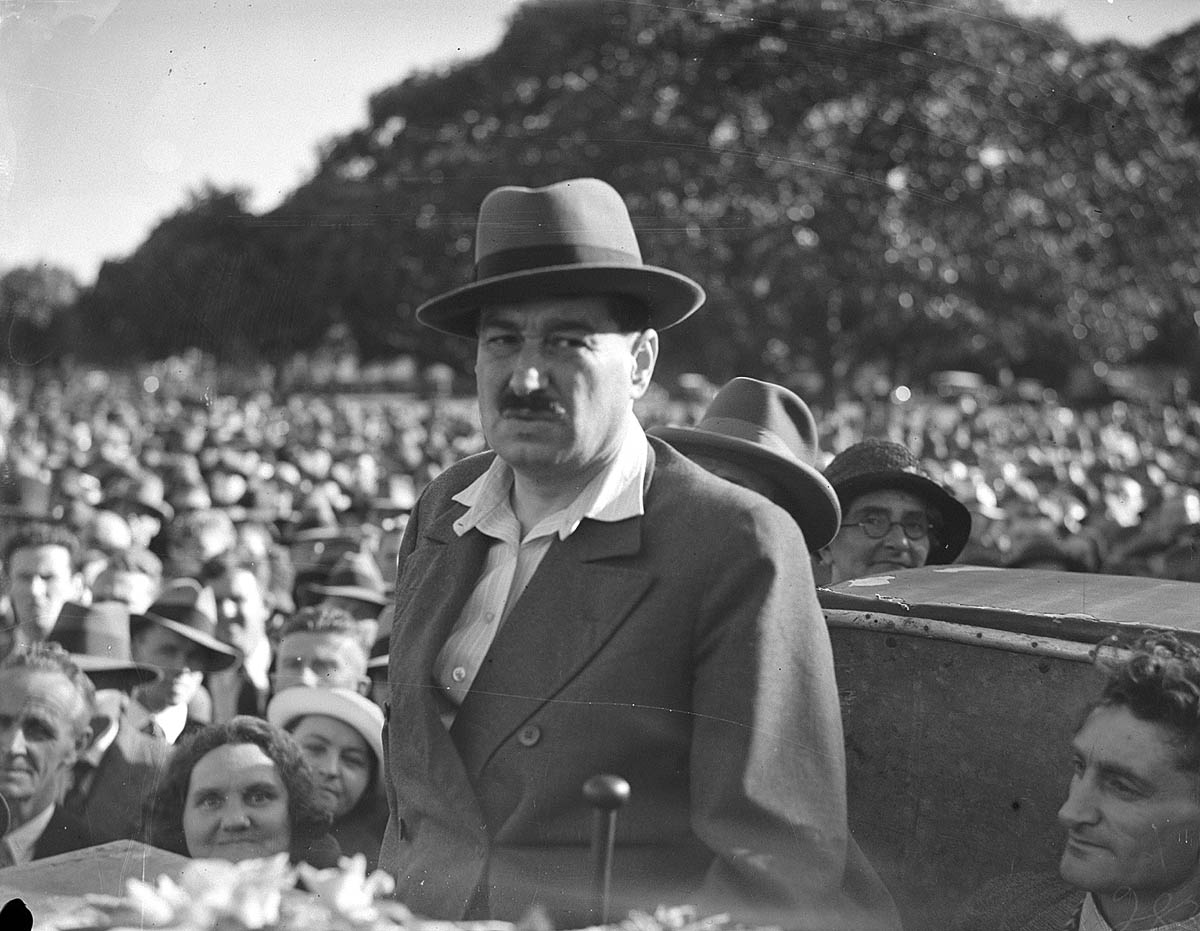
Münzenberg mandò lo scrittore ceco Egon Kisch in Australia, dove parlò davanti a una folla di 18.000 persone a Sydney, raccontando agli australiani della sua esperienza diretta dei pericoli del regime nazista di Hitler

Nel 1934 l'influenza politica di Münzenberg raggiunge gli antipodi, dove la sua organizzazione del Comintern invia Egon Kisch a partecipare al congresso pan-australiano del Movement Against War and Fascism (un'emanazione del partito comunista australiano). Quella che avrebbe potuto essere semplicemente una visita di basso profilo da parte di uno sconosciuto scrittore ceco attrae invece l'attenzione della società australiana quando il governo conservatore di Joseph Lyons dichiara Kisch «indesiderabile come abitante o visitatore del Commonwealth» e tenta di espellerlo dal paese. Incapace di produrre una qualsiasi prova legale del fatto che Kisch sia un comunista, il progetto del governo fallisce clamorosamente e Kisch diventa un popolare oratore, diffondendo ovunque il messaggio del Comintern di Münzenberg. Tuttavia il tentativo di creare un'organizzazione unitaria contro il fascismo in Australia alla fine terminò con un nulla di fatto.
Fino al 1936 Münzenberg rimane leale a Stalin e agli obiettivi della politica estera sovietica. È del tutto consapevole dell'enormità dei crimini di Stalin: ha visto di persona lo sfruttamento del lavoro di schiavi nella costruzione del canale Mar Bianco-Mar Baltico, durante la quale morirono circa 100.000 prigionieri ed è testimone del tradimento del partito comunista tedesco in ossequio agli scopi della politica estera sovietica. Tuttavia non rompe ugualmente con Stalin. Invitato pressantemente a rientrare a Mosca dal compagno del KPD in esilio Walter Ulbricht, Münzenberg rifiuta, sospettando che sarebbe stato coinvolto e liquidato proprio nelle purghe staliniane (anche Ulbricht sa queste cose e più tardi aiuterà Stalin ad eliminare i tedeschi "sleali" -come già Togliatti cogli italiani- che combattono al fianco dei repubblicani in Spagna). Münzenberg continua a lavorare al servizio della causa antifascista in tutta l'Europa occidentale, dove riveste un ruolo nel reclutamento di uomini e nell'acquisizione di armamenti sovietici per le Brigate internazionali che combattono per la repubblica nella guerra civile spagnola.
Nel 1937 però la situazione cambia: espulso dal KPD con accuse pretestuose o, a dire dello stesso Münzenberg, lasciando il partito per scelta sua, si oppone apertamente a Stalin. Tornato a Parigi diventa uno dei capi degli emigrati tedeschi antifascisti e antistalinisti. Il suo nuovo giornale, Die Zukunft, diventa un precursore per l'Encounter e altre pubblicazioni dell'epoca della guerra fredda.
Il suo tempo sta per scadere. I suoi collaboratori più stretti, Karl Radek, Heinz Neumann (a cui era legato in quanto la compagna di Münzenberg, Babette Gross, era la sorella maggiore della compagna di Neumann, Margarete Buber-Neumann) e molti altri comunisti tedeschi vengono fucilati o portati alla morte con i lavori forzati nei campi di lavoro sovietici. Sua cognata, Margarete Buber-Neumann viene incarcerata nel gulag di Karaganda. Nel 1940 il NKVD fa in modo che venga riconsegnata a Hitler, finendo per salvarle involontariamente la vita. Dopo aver passato gli anni della guerra nel campo di concentramento di Ravensbrück, alla fine del conflitto la donna fuggì, raggiungendo la salvezza grazie alle truppe anglo-americane e sfuggendo all'avanzata di quelle sovietiche.
Nel giugno 1940 Münzenberg scappa da Parigi, dove stava realizzando delle trasmissioni radiofoniche antinaziste, per sottrarsi all'avanzata dei tedeschi. La sua fuga finisce nei boschi del sud della Francia, dove in ottobre viene trovato impiccato ad un albero. La sua fine resta tuttora misteriosa, in quanto non è mai stato accertato se sia suicidato, o se sia stato ucciso dall'NKVD o dalla Gestapo. Secondo la compagna Babette Gross, Münzenberg fu ucciso per ordine di Stalin.